# ارل ولز
ارل ولز (انگلیسی: Earle Wells؛ (زادهٔ ۲۷ اکتبر ۱۹۳۳ – درگذشتهٔ ۱ اکتبر ۲۰۲۱) قایقران قایق بادبانی اهل نیوزیلند بود.